# Comunità montana Intemelia
La Comunità montana Intemelia era un comprensorio montano della Liguria, in provincia di Imperia, formato dai comuni di: Airole, Apricale, Bajardo, Bordighera, Camporosso, Castel Vittorio, Dolceacqua, Isolabona, Olivetta San Michele, Perinaldo, Pigna, Rocchetta Nervina, San Biagio della Cima, Seborga, Soldano, Vallebona, Vallecrosia e Ventimiglia.
Per disposizioni collegate alla legge finanziaria 2011 la comunità montana, così come tutte le altre della Liguria, è stata soppressa con la Legge Regionale n° 23 del 29 dicembre 2010 e in vigore dal 1º maggio 2011.
L'ente locale aveva sede a Dolceacqua, il presidente era Gian Stefano Orengo, ex-sindaco di Castel Vittorio, eletto nel 1999 e confermato nel 2009.

## Storia

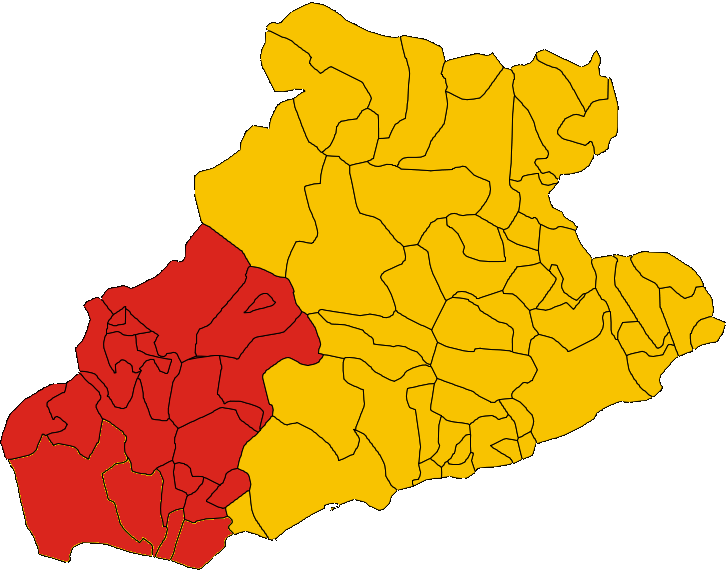
I comuni dell'ente montano nel 2008

L'ente era stato istituito dopo le approvazioni delle leggi regionali n° 15 e 27 del 1973, emanate dalla Regione Liguria dopo l'istituzione ufficiale delle Comunità montane con la legge n° 1102 del 3 dicembre 1971.
Con le nuove disposizioni della Legge Regionale n° 6 del 1978 la comunità montana assumeva, direttamente dalla regione, le funzioni amministrative in materia di agricoltura, sviluppo rurale, foreste e antincendio boschivo.
Con la disciplina di riordino delle comunità montane, regolamentate con la Legge Regionale n° 24 del 4 luglio 2008 e in vigore dal 1º gennaio 2009, non facevano più parte dell'originaria comunità montana i comuni di Bordighera, Camporosso, Vallecrosia e Ventimiglia che avevano delegato la stessa alle funzioni amministrative in materia di agricoltura, sviluppo rurale, foreste e antincendio boschivo.
Dal 1º maggio 2011 l'ente montano è stato soppresso con il trasferimento delle deleghe in materia nuovamente alla Regione e ai comuni interessati.